# Bit (rivista)
Bit è stata una rivista mensile italiana di informatica, pubblicata tra il 1978 e il 1997 dal Gruppo Editoriale Jackson.

## Storia
Uscita per la prima volta in edicola nel dicembre 1978, inizialmente a cadenza bimestrale, dopo alcuni numeri ha assunto la periodicità mensile. Fondata da Marcello Montedoro con il supporto del caporedattore Pietro Dell'Orco che ne assumerà la direzione dal numero di settembre 1988 al numero di luglio-agosto 1990, successivamente diretta da Sergio Mello-Grand e da Gianni Giaccaglini, è stata, come recitava l'occhiello di copertina, "la prima e più diffusa rivista di personal computer" in Italia. Sulla rivista stessa si dichiarava che fosse cronologicamente la prima rivista di personal computer in Europa.
La rivista si ispirava all'americana Byte e inizialmente alcuni articoli venivano tradotti dall'inglese, ma col procedere delle pubblicazioni la redazione degli articoli si è via via spostata in Italia. Negli ultimi anni di vita della rivista erano ancora presenti alcuni articoli tradotti e la copertina stessa dichiarava una collaborazione con Byte.
La rivista ha cessato definitivamente le pubblicazioni nell'aprile 1997 con il numero 192. Secondo l'editore tale scelta era dovuta all'eccessivo calo del numero di lettori, mentre erano aumentati i lettori di altre sue riviste del settore, come PC Magazine, Network News, PC Dealer.

## Rubriche
Tra le rubriche salienti della rivista vi era il cosiddetto "Bitest", una prova approfondita di un computer ospitata mensilmente sulla rivista. Tra i primi "Bitest" vi sono stati quelli dell'Apple II e del Commodore PET, due dei computer che hanno iniziato e caratterizzato la cosiddetta "era degli 8 bit".
Sempre ispirandosi all'operato di Byte, la redazione non ha disdegnato di pubblicare burle nel numero di aprile.

## Collaboratori
Bit ha ospitato, spesso per la prima volta, firme poi diventate di rilievo nel panorama editoriale informatico italiano, come Luca Accomazzi ed Enrico Colombini. La redazione è stata anch'essa spesso composta da nomi importanti per l'informatica editoriale italiana come Paolo Capobussi.